# Hervé-Marie Hignard
Pour les articles homonymes, voir Hignard.
 (mai 2024).
La mise en forme du texte ne suit pas les recommandations de Wikipédia : il faut le « wikifier ».
Les points d'amélioration suivants sont les cas les plus fréquents. Le détail des points à revoir est peut-être précisé sur la page de discussion.
- Les titres sont pré-formatés par le logiciel. Ils ne sont ni en capitales, ni en gras.
- Le texte ne doit pas être écrit en capitales (les noms de famille non plus), ni en gras, ni en italique, ni en « petit »…
- Le gras n'est utilisé que pour surligner le titre de l'article dans l'introduction, une seule fois.
- L'italique est rarement utilisé : mots en langue étrangère, titres d'œuvres, noms de bateaux, etc.
- Les citations ne sont pas en italique mais en corps de texte normal. Elles sont entourées par des guillemets français : « et ».
- Les listes à puces sont à éviter, des paragraphes rédigés étant largement préférés. Les tableaux sont à réserver à la présentation de données structurées (résultats, etc.).
- Les appels de note de bas de page (petits chiffres en exposant, introduits par l'outil «  Source ») sont à placer entre la fin de phrase et le point final[comme ça].
- Les liens internes (vers d'autres articles de Wikipédia) sont à choisir avec parcimonie. Créez des liens vers des articles approfondissant le sujet. Les termes génériques sans rapport avec le sujet sont à éviter, ainsi que les répétitions de liens vers un même terme.
- Les liens externes sont à placer uniquement dans une section « Liens externes », à la fin de l'article. Ces liens sont à choisir avec parcimonie suivant les règles définies. Si un lien sert de source à l'article, son insertion dans le texte est à faire par les notes de bas de page.
- La présentation des références doit suivre les conventions bibliographiques. Il est recommandé d'utiliser les modèles {{Ouvrage}}, {{Chapitre}}, {{Article}}, {{Lien web}} et/ou {{Bibliographie}}. Le mode d'édition visuel peut mettre en forme automatiquement les références.
- Insérer une infobox (cadre d'informations à droite) n'est pas obligatoire pour parachever la mise en page.

Pour une aide détaillée, merci de consulter Aide:Wikification.
Si vous pensez que ces points ont été résolus, vous pouvez retirer ce bandeau et améliorer la mise en forme d'un autre article.
Hervé-Marie Hignard (né le 28 août 1961 à Combourg), parfois surnommé Père Jésus, est un prêtre catholique français de la communauté Saint-Jean. 
Missionnaire au Cameroun depuis 1987, il est connu pour y avoir fondé de nombreuses œuvres d'éducation, de charité et d'évangélisation. Il est, entre autres, le fondateur des Œuvres du Père Hervé-Marie (OPHM), du foyer Saint-Jean de Bertoua, de la Caravane d'évangélisation, du festival chrétien « Christade » ou encore de la station Christ-Radio.

## Formation et conversion
Hervé Hignard naît le 28 août 1961 à Combourg, en Bretagne. Troisième d’une famille de cinq enfants, il va à l'école primaire dans son village avant de devenir pensionnaire du collège-lycée des Cordeliers, à Dinan.
Bien qu'élève dans un établissement catholique, le jeune Hervé Hignard n'est pas pratiquant, à l'image du reste de sa famille, et développe un certain mépris à l'égard du catholicisme. Les choses changeront avec la conversion de sa mère et de sa sœur ainée. En 1981, alors que celle-ci fait une « neuvaine » consistant à se rendre, à neuf reprises, le premier vendredi du mois à San Giorgio Piacentino, lieu d’apparition mariale, elle ne peut honorer son vœu en raison de ses examens de licence. Elle demande alors à son frère Hervé de la remplacer, ce qu’il accepte dans le but de mieux se moquer « des dévots et des bigots » sur place. Mais arrivé au sanctuaire, il est touché par la ferveur des pèlerins, avant d'y trouver la foi quelques jours plus tard, durant une « bénédiction particulière de la Vierge Marie ».

## Discernement et vocation
De retour en Bretagne, le jeune Hervé Hignard se place sous la direction spirituelle de l’abbé Marie-Jean Bertaina, qui l'aide à discerner sa vocation. Il quitte ses études de médecine et, le 8 novembre 1982, entre dans la communauté Saint-Jean, à Rimont, où il est formé en vue de devenir religieux et prêtre. 
Le Frère Hervé-Marie prononce ses vœux perpétuels en juin 1987 à Paray-le-Monial. Il est ensuite ordonné diacre le 28 août 1988 à Bertoua par Lambert Van Heygen (de), un an après son arrivée en Afrique, puis il est ordonné prêtre à Lyon un an plus tard. 
À sa suite, son frère cadet et ses deux sœurs deviendront également religieux dans la Communauté Saint-Jean.

## Mission en Afrique
Hervé-Marie Hignard est envoyé comme missionnaire au Cameroun en juillet 1987, à la demande de Jean-Crispin Kimbeni Ki-Kanda (de), alors évêque de Kisantu. Il s'installe à Bertoua, dans l'est du pays, où il travaille dans plusieurs lycées et collèges en tant qu'enseignant et catéchiste, avant de s'installer avec sa communauté au collège Vogt, à Yaoundé. Très tôt, il fonde notamment les Œuvres du père Hervé-Marie (OPHM), qui permettent de financer la scolarité et la formation professionnelle des élèves défavorisés, ainsi qu'à aider les familles pauvres. Il fonde aussi en 1991 à Bertoua le foyer Saint-Jean, une cité à proximité des établissements scolaires où il loge des jeunes dans le besoin mais aussi une aumônerie où il les catéchise après les cours. Au fil des années, il rassemble dans son aumônerie environ 1500 jeunes, dont beaucoup deviendront des laïcs engagés dans l'Église, mais aussi des prêtres, religieux et religieuses. Il s'entoure par ailleurs de certains de ces jeunes pour faire de la prédication de rue, à l'image des témoins de Jéhovah et fonde ainsi le Groupe d’évangélisation catholique (Gévac). 
À cette époque, le père Hervé-Marie est nommé archiprêtre de la cathédrale de la Sainte-Famille de Bertoua, ministère qu'il doit quitter dès 1999 en raison de sa popularité. En effet, comme le rapporte Cameroun Link, « la renommée du prédicateur atypique traverse les frontières de la seule province de l’Est [et] invité çà et là, à Douala, à Yaoundé et à Bafoussam, le curé de la cathédrale Sainte-Famille est généralement absent de son poste. »
En 2000, le père Hervé-Marie crée la Caravane d'évangélisation, une œuvre qu'il mène avec une équipe d’évangélisation qu'il a lui-même formée et avec laquelle il parcourt les différentes paroisses camerounaises afin d'y organiser des missions de plusieurs semaines et, entre autres, d'y combattre l'influence des « Églises de Réveil » et de leur « duperie doctrinale ». En 2010, le père Hervé-Marie comptait déjà « à son actif 40 semaines d’évangélisation par an à travers les […] dix régions du Cameroun, et ceci depuis 10 ans. »
S'inspirant de la prédication de masse observée dans certaines Église néo-pentecôtistes, le père Hervé-Marie fonde encore à la fin des années 2000 la plus grande campagne d’évangélisation catholique du Cameroun à travers « Christade », un festival qui réunit chaque 31 décembre plus de 40 000 personnes dans le plus grand stade de football de Yaoundé. 
À l'été 2018, le père Hervé-Marie — qui participe déjà à différentes émissions sur les chaînes de télévision publiques et privées du Cameroun — lance aussi la station radiophonique ChristRadio pour évangéliser à travers les médias.
Pour toutes ces raisons, le père Hervé-Marie est selon Kongo Média « une des figures incontestées de la défense du catholicisme en Afrique » et « est très connu en Afrique de l’Ouest pour sa nouvelle façon de prêcher la parole de Dieu ». En 2023, il prend notamment le relai de l'abbé Blaise Kanda pour prêcher la campagne d'évangélisation de la paroisse universitaire Saint-Jean-Paul-II de Kisantu.
Sa mission se passe aussi au-delà des frontières du Cameroun. Le père Hervé-Marie est également allé à la rencontre de gens du voyage en France à Mâcon puis aux Sable-d'Olonne en juin 2024.